# Dimensión Latina 75
Dimensión Latina 75 es el quinto álbum de la agrupación venezolana Dimensión Latina. Fue editado en 1974 por la disquera Top Hits en formato larga duración de vinilo a 33⅓ RPM. El disco fue un enorme éxito comercial, produciendo cuatro de las canciones más populares de la banda: "Lloraras" convirtiéndose en suerte de mito popular en el mundo entero, "Taboga","Parampanpan" y el Bolero "Mi Adorada".

## Canciones
Lado A
1. Mi Adorada (Bobby Capó)- Oscar y Wladimir
2. Llorarás (Oscar D'León)- Oscar D’León
3. Parampampam (Luciano Pozo) - Oscar y Wladimir
4. Te Conocí (Oscar D'León) - Oscar y Wladimir
5. Taboga (Ricardo Fábregas) - Oscar y Wladimir

Lado B
1. La Vela (Cesar Augusto Anuel Morales) - Oscar y Wladimir
2. Caridad (Cesar Augusto Anuel Morales) - Oscar y Wladimir
3. Aprende Conmigo (José Tovar) - Oscar y Wladimir
4. Todo y Nada (Vicente Garrido) - Wladimir Lozano
5. Cañonazo (Evaristo Aparicio) - Oscar D’León

## Créditos (alfabético)
Músicos
- César Monje: 1.er Trombón
- Elio Pacheco: Tumbadoras
- Jesús Narvaez: Piano
- José Antonio Rojas: 2.º Trombón
- José Rodríguez: Timbales.
- Oscar D'León: Bajo y voz
- Wladimir Lozano: Voz

Producción
- Arreglos: César Monge
- Arte: José Martínez
- Fotografía: Jorge Moreau.
- Grabado en Estudios La Discoteca C.A.
- Producción: Víctor Mendoza
- Técnicos de grabación: Armando Benavides, Rafael Estrella

- Datos: Q5796580